# 高柔
高 柔（こう じゅう、熹平3年（174年） - 景元4年（263年））は、中国後漢末期から三国時代の官僚、政治家。字は文恵。魏に仕えた。兗州陳留郡圉県（河南省杞県）の人。高幹の従弟あるいは従子にあたる。5世の祖は高固。高祖父は高慎（東萊太守）。曾祖父は高式。祖父は高弘。父は高靖（蜀郡都尉）。子は高儁・高誕・高光。孫は高渾。

## 人物

### 事跡
初めは郷里を守っていたが、袁紹に仕えていた族伯父の高幹の招きに応じ、一族を率いて彼を頼った。そこで父が任地の益州で死去したとの知らせを受けたため、高柔は3年がかりで益州に赴き、父の遺体を引き取っている。
曹操が袁氏を平定すると、高柔は菅県長に任命され、治績を挙げた。高幹が曹操に再度叛逆すると、高柔は従わず曹操に降った。曹操は彼をいつか罪に問い処刑しようと考え、高柔を刺姦令史に任命したが、その職務が優良であったため、丞相倉曹属に引き立てた。
曹操が後漢帝国内の一藩国として魏を建てると、高柔は尚書郎に任命され、その後、丞相理曹属・潁川太守・丞相法曹掾を歴任した。曹丕（文帝）が正式に魏を建国し即位すると、治書侍御史に任命され、関内侯に封じられた。その後、治書執法の官に転任し、黄初4年（223年）に廷尉へ昇進して、司法を担当した。この地位には、以後23年に渡り在任している。黄初7年（226年）、鮑勛が部下の失態を見過ごした罪で逮捕されると、曹丕は法律を曲げて鮑勛を死刑にするように命じた。高柔は従わず、法律に従い懲役5年の判決を下した。曹丕は怒り、高柔をいったん解任して別の者を廷尉に任命し、鮑勛を殺してしまった。鮑勛の刑死後、高柔は廷尉に復職した。
曹叡（明帝）が即位すると、延寿亭侯に封じられた。正始7年（246年）、太常に転任し、その10日後には司空に昇進した。その後、司徒に転任している。
嘉平元年（249年）に司馬懿が曹爽を粛清した際には、皇太后の詔勅により召し出されて、仮節・行大将軍事に任命され、曹爽の陣営を占拠するという功績を立てた。これにより万歳郷侯に封じられた。曹髦（高貴郷公）が即位すると、安国侯に封じられ、さらに太尉を任された。曹奐（元帝）が即位すると、邑を加増されて4千戸となった。
景元4年（263年）死去した。享年90。孫が後継した。

### 物語中の高柔
小説『三国志演義』でも曹爽粛清の場面で登場し、史実同様の働きをしている。

## 脚註
1. ↑  『魏志』高柔伝では、高幹の従弟。高柔伝が引く『陳留耆旧伝』では、高幹の従子とする。
2. ↑  高柔伝が引く『晋諸公賛』より。